# Vicenç Ferrer i Moncho
|  | Per a altres significats, vegeu «Sant Vicent Ferrer». |

Vicenç Ferrer Moncho (Barcelona, 9 d'abril de 1920 - Anantapur, Índia, 19 de juny de 2009), conegut internacionalment com a Vicente Ferrer, fou un missioner, primer jesuïta i després laic, a l'Índia, a la regió d'Anantapur. És considerat una de les persones més actives en l'ajuda, solidaritat i cooperació amb els desfavorits del tercer món, creador de la fundació que porta el seu nom i nominat dues vegades al Premi Nobel de la Pau.

## Biografia
La seva família era originària de Gandia (comarca de la Safor).
En la seva joventut es va afiliar al Partit Obrer d'Unificació Marxista (POUM) i a 16 anys va ser cridat a files, durant la Guerra Civil espanyola. Va participar en la batalla de l'Ebre (1938) i en la retirada de l'exèrcit del bàndol republicà cap a França després de la caiguda del front de Catalunya, sent breument internat en el camp de concentració d'Argelès-sur-Mer. No havent comès delictes, va optar per tornar a Espanya, sent lliurat per les autoritats franceses als franquistes a Hendaia i internat en el camp de concentració de Betanzos durant 1939.
Va ser finalment alliberat, però va haver de complir de nou el servei militar. Va ser llicenciat, després de set anys de mobilització comptant els anys de la guerra, reclusió i el nou servei militar.
En 1944 va abandonar els seus estudis de Dret i va ingressar a la Companyia de Jesús. El 1944 per traslladar-se el 1952 a Mumbai, a l'Índia, on per primera volta va prendre contacte amb el país i amb la pobresa que afectava gran part dels habitants. En la seva primera missió a la ciutat de Manmad, a l'estat de Maharashtra, va posar en marxa un nou sistema de treball entre els pagesos de la zona que consistia a facilitar-los una petita ajuda econòmica i l'assessorament tècnic per obtenir aigua per als cultius. Si el pagès tornava, sense interessos, la quantitat prestada, se seguia el mateix mètode amb els altres pagesos. També va organitzar cooperatives petites per a l'excavació de pous, canalitzacions per a l'abastiment d'aigua i parcel·les petites de regadiu. Mentrestant, Ferrer també impulsava ja la construcció de dues escoles, un hospital i dues residències per als gairebé mil alumnes.
Des del principi de la seva tasca va despertar grans simpaties entre els camperols indis, però no entre les classes dirigents, econòmiques i polítiques, que veien en la seva tasca una amenaça fins que van aconseguir una ordre d'expulsió del país. No obstant això, milers de pagesos, amb el suport d'intel·lectuals, polítics i líders religiosos, van organitzar una marxa de 250 km per protestar contra aquesta ordre. Finalment, la primera ministra d'aleshores, Indira Gandhi, va reconèixer l'enorme tasca social que duia a terme Ferrer, va revocar l'ordre i li va permetre d'instal·lar-se a l'Índia, fet que es va esdevenir el 1969.
En tornar es va instal·lar a Anantapur a l'estat d'Andhra Pradesh, una de les zones més pobres del país, amb un alt grau de desertització i sense educació ni sanitat. Des d'aquí Ferrer va treballar al llarg d'aquests anys per a combatre la pobresa i fins a dos milions i mig de persones s'han vist beneficiades dels seus projectes d'ajuda i cooperació als més necessitats. Però, una vegada més, l'arribada de Ferrer va causar recels entre els líders locals i van pressionar-lo perquè abandonés la zona fins al punt d'intentar empresonar-lo. Finalment, Ferrer va denunciar aquest abús i va obtenir una sentència favorable que va crear jurisprudència.
Abandonà la Companyia de Jesús l'any 1972 i posteriorment es va casar amb l'anglesa Anna Perry i va fundar l'organització Rural Development Trust (RDT, Fons de Desenvolupament Rural). Des de 1996 compta amb la seva pròpia fundació, la Fundació Vicente Ferrer, a través de la qual organitza tota la seva activitat.

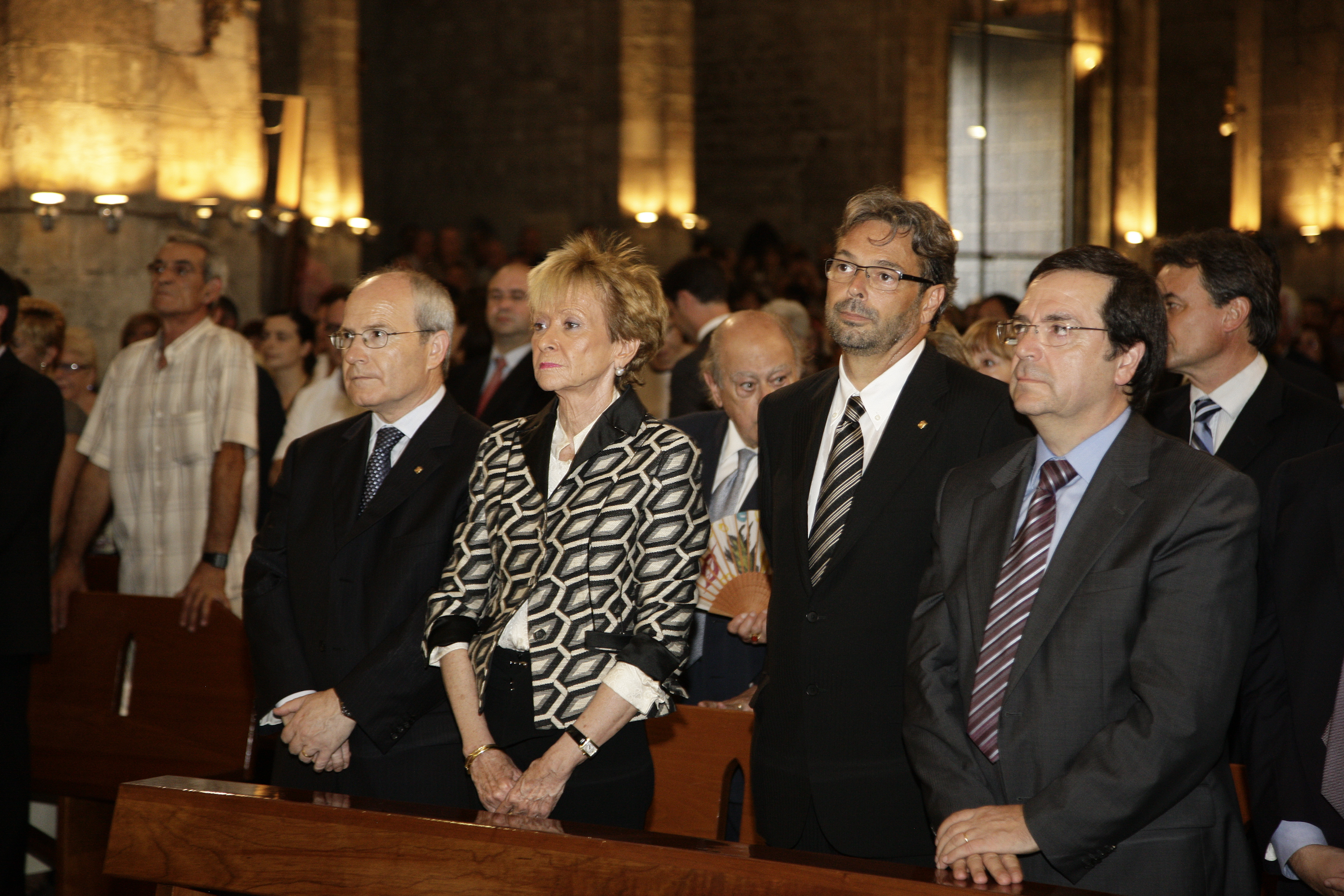
Funeral de Vicente Ferrer a la basílica de Santa Maria del Mar de Barcelona.

Ferrer morí el 19 de juny de 2009, d'una embòlia, després d'haver patit un accident vascular cerebral el 19 de març. Es trobava a Anantapur i acompanyat de la seva dona i fills on centenars de milers de persones van acostar-se per homenatjar-lo a la capella ardent. Fou acomiadat el 22 de juny amb un funeral d'Estat a la ciutat de Bathalapalli, amb rituals de les religions cristiana, hindú i musulmana, i l'assistència d'unes 15.000 persones. L'1 de juliol de 2009 se celebrà un funeral en homenatge seu a la basílica de Santa Maria del Mar de Barcelona. Aquell mateix any va ser nominat al Premi Nobel de la Pau, que finalment guanyà Barack Obama.

## Distincions
Ha estat nominat diverses vegades a Premi Nobel de la Pau. Va publicar el llibre La trobada amb la realitat per Columna. L'any 1991 va rebre el Memorial Josep Vidal i Llecha. L'any 1998 va rebre el Premi Príncep d'Astúries de la Concòrdia juntament amb Nicolás Castellanos, Joaquín Sanz Gadea i Muhammad Yunus. El 1999 fou guardonat amb la Creu de Sant Jordi, concedida per la Generalitat de Catalunya. L'any 2000 li fou concedida la Medalla d'Or de la Ciutat de Barcelona. Aquest mateix any, Calella el va nomenar fill adoptiu de la ciutat. La UNESCO també va premiar-lo amb el nomenament de Personatge destacat de la història del segle XX, l'any 2001. L'any 2009 va rebre l'Alta Distinció de la Generalitat Valenciana.
Per la seva banda, la Fundació Vicenç Ferrer ha estat premiada, entre d'altres, amb la Medalla d'Or del Treball, concedida per l'estat d'Andhra Pradesh, l'any 2000; i el reconeixement de la Comissió Europea com a millor ONG participant en les tasques de rescat i reconstrucció després del terratrèmol de Gujarat, l'any 2001. Fou guardonat amb el Premi Català de l'Any 2008 pels lectors d'El Periódico.